# Новгород-Сіверський літопис
Новгород-Сіверський літопис — пам'ятка української історичної думки 2-ї половини 18 ст. Хронологічні межі охоплюють період від 706 до 1760. Твір був написаний анонімним автором в 60-х рр. 18 ст. Гол. його темою стала історія Новгорода-Сіверського, при одночасному висвітленні загальноукр. подій означеного періоду. Основними джерелами для укладання тексту стали «Короткий опис Малоросії», «Хроніка Європейської Сарматії» М.Стрийковського, документальні матеріали 18 ст. та власні авторські спостереження. Твір розпочинається описом подій 8–14 ст., більшість із яких є вигаданими, — про заснування Києва, боротьбу між київ. кн. Святославом, володимирським кн. Левом та султаном Мурдасою — з одного боку, і новгород-сіверським кн. Рондолтом — з другого, створення Новгород-Сіверського герцогства та ін. З 16 ст. в тексті висвітлюються загальноукр. події, але в дуже стислій літописній формі і часто з неточностями у фактах та хронології. Автор побіжно згадує про події 1648–57, часи Руїни. Починаючи з 1685, виклад подій у літописі стає більш детальним за рахунок включення до його тексту розлогих витягів із документів, детального переказу їх змісту: гетьман. статті Д.Многогрішного, І.Самойловича, І.Мазепи, маніфести Петра І. У висвітленні історії після 1734 документи використані ширше. Здебільшого це реляції з театрів військ. дій російсько-турецької війни 1735—1739, маніфести імп. Єлизавети Петрівни про обрання гетьманом К.Розумовського, опис гетьман. елекції. Значна увага надається опису подій в Речі Посполитій, турецько-перським відносинам 1730-х рр. та війні за австрійс. спадщину, що провадила Пруссія 1740–48. У тексті присутні власні авторські спостереження, зокрема, коли йдеться про урочистий в'їзд 1751 новообраного гетьмана в столицю Лівобережної України м. Глухів, візит К.Розумовського 1752 до Новгорода-Сіверського, стихійні лиха, що відбувалися в місті. Н.-С.л. не опубл., налічує 30 аркушів, входить до складу рукописного збірника разом із документами 2 пол. 18 ст. Зберігається у відділі рукописів Рос. нац. б-ки (Санкт-Петербург).